# It’s All Right with Me
It’s All Right with Me ist eine Komposition von Cole Porter von 1953.
Porter schrieb den Song für den 2. Akt seines Musicals Can-Can, in dessen Uraufführung am Broadway er von Peter Cookson gesungen wurde. In Deutschland hat Inge Brandenburg den Song 1965 (mit Gunter Hampel, Bobo Stenson und Pierre Courbois) eingespielt.

## Wichtige Aufnahmen
- Ella Fitzgerald – Ella Fitzgerald Sings the Cole Porter Songbook (1956), Ella at the Opera House (1958), Ella in Rome: The Birthday Concert (1959)
- Frank Sinatra – L.A. Is My Lady (1984)
- Mel Tormé – Sing Sing Sing (1992)